# Carausius morosus
Carausius morosus  är en insektsart som först beskrevs av Sinéty 1901.  Carausius morosus ingår i släktet Carausius och familjen Phasmatidae. På svenska kallas den Indisk vandrande pinne och är en av de vanligaste insekterna att ha som husdjur. Arten härstammar från Tamil Nadu i södra Indien men har spridits till andra platser. Populationer av Indisk vandrande pinne på andra platser består enbart av honor som förökar sig med partenogenes (jungfrufödsel). Indisk vandrande pinne är växtätare och har ett effektivt kamouflage, liksom de flesta andra arterna i familjen. De är mest aktiva på natten. Inga underarter finns listade.